# Kalvdans
El kalvdans (literalmente, 'danza del becerro') es un postre clásico de Escandinavia. Se elabora con calostro (la primera leche que produce una vaca después del parto) sin pasteurizar.
El kalvdans tiene una larga tradición en la cocina sueca. Se menciona en la enciclopedia  Project af swensk grammatica  de 1682. La enciclopedia menciona 'kalvost' (literalmente, queso de ternera) como nombre alternativo. El nombre kalvdans hace referencia a la consistencia del postre, similar a un budín. Los emigrantes suecos también llevaron la tradición del kalvdans a América del Norte. Sin embargo, rara vez se consume hoy en día, ya que muy pocas familias tienen sus propias vacas.
Para preparar el postre, el calostro se mezcla con agua y se calienta a fuego medio. Debido a los altos niveles de proteína en la leche de calostro, se coagula y se endurece cuando se hierve (al igual que los huevos). Así, el postre adquiere una consistencia similar a la de un budín.
Debido a las regulaciones sanitarias suecas, la leche no pasteurizada solo se puede vender directamente de las granjas. Por lo tanto, la capacidad de producir y comercializar kalvdans es limitada. Como consecuencia, el kalvdans se prepara muy raramente en los hogares suecos hoy en día. En 2008, el kalvdans, junto con otros cuatro suecos platos, se incluyó en el 'Arca del gusto' del movimiento Slow Food.
Un postre relacionado con el kalvdans es el råmjölkspannkaka. Postres similares como el kalvdans existen en otros países. En Islandia, un budín llamado  ábrystir  se prepara con leche de calostro. Una versión finlandesa similar se llama uunijuusto. En Inglaterra, la leche de calostro, o beestings como se le llama localmente, se usaba tradicionalmente para los budines. En India,  Junnu  es un postre hecho con leche de calostro de búfalo. En dialectos noruego y danés, la palabra  kalvedans  a veces se refiere a un tipo de gelatina hecha con carne de ternera.